# Вишеньки (Миргородський район)
Ви́шеньки —  село в Україні, у Лохвицькій міській громаді Миргородського району Полтавської області. Населення становить 12 осіб. Колишній орган місцевого самоврядування — Безсалівська сільська рада.

## Географія
Село Вишеньки знаходиться за 3,5 км від правого берега річки Лохвиця, на відстані 1 км від села Сокириха.

## Історія
- 1734 - дата заснування як селище Барановщина.
- 1930 - перейменовано в хутір Високий.
- 1954 - перейменовано в село Вишеньки.
- 12 червня 2020 року, відповідно до розпорядження Кабінету Міністрів України № 721-р «Про визначення адміністративних центрів та затвердження територій територіальних громад Полтавської області», село увійшло до складу Лохвицької міської громади[1].
- 19 липня 2020 року, в результаті адміністративно - територіальної реформи та ліквідації Лохвицького району, село увійшло до складу новоутвореного Миргородського району Полтавської області[2].